# Torneo Apertura 2015 (Guatemala)
El Torneo Apertura 2015 fue el 33º torneo corto del fútbol guatemalteco, dando inicio a la temporada 2015-16 de la Liga Nacional de Fútbol de Guatemala.

## Ascensos y descensos
| Pos. | Descendidos de Liga Nacional |
| 11.º | Halcones F.C. (Promoción)    |
| 12.º | Deportivo Coatepeque         |

| Ascendidos de 1.ª División    |
| ----------------------------- |
| Cobán Imperial                |
| Deportivo Mictlán (Promoción) |

## Equipos

### Equipos participantes
| Club                                  | Ciudad               | Departamento   | Estadio                         | Capacidad |
| ------------------------------------- | -------------------- | -------------- | ------------------------------- | --------- |
| Antigua GFC                           | La Antigua Guatemala | Sacatepéquez   | Estadio Pensativo               | 10.000    |
| Club Social y Deportivo Municipal     | Ciudad de Guatemala  | Guatemala      | Estadio Manuel Felipe Carrera   | 12.000    |
| Club Social y Deportivo Suchitepéquez | Mazatenango          | Suchitepéquez  | Estadio Carlos Salazar Hijo     | 15.000    |
| Cobán Imperial                        | Cobán                | Alta Verapaz   | Estadio José Ángel Rossi        | 15.000    |
| Comunicaciones Fútbol Club            | Ciudad de Guatemala  | Guatemala      | Estadio Cementos Progreso       | 17.000    |
| Deportivo Guastatoya                  | Guastatoya           | El Progreso    | Estadio David Cordón Hichos     | 5.500     |
| Deportivo Malacateco                  | Malacatán            | San Marcos     | Estadio Santa Lucía             | 9.000     |
| Deportivo Marquense                   | San Marcos           | San Marcos     | Estadio Marquesa de la Ensenada | 12.000    |
| Deportivo Mictlán                     | Asunción Mita        | Jutiapa        | Estadio La Asunción             | 6.000     |
| Deportivo Petapa                      | San Miguel Petapa    | Guatemala      | Estadio Julio Armando Cobar     | 7.500     |
| Universidad SC                        | Ciudad de Guatemala  | Guatemala      | Estadio Revolución              | 5.000     |
| Xelajú Mario Camposeco                | Quetzaltenango       | Quetzaltenango | Estadio Mario Camposeco         | 15.000    |

### Equipos por departamento
| Departamento   | N.º | Equipos                                 |
| -------------- | --- | --------------------------------------- |
| Guatemala      | 4   | Comunicaciones, Municipal, Petapa, USAC |
| San Marcos     | 2   | Malacateco, Marquense                   |
| Alta Verapaz   | 1   | Cobán Imperial                          |
| El Progreso    | 1   | Guastatoya                              |
| Jutiapa        | 1   | Mictlán                                 |
| Quetzaltenango | 1   | Xelajú                                  |
| Sacatepéquez   | 1   | Antigua                                 |
| Suchitepéquez  | 1   | Suchitepéquez                           |

## Fase de clasificación
|  | Pos. | Equipos        | PJ | PG | PE | PP | GF | GC | Dif. | PTS | Clasificación        |
|  | ---- | -------------- | -- | -- | -- | -- | -- | -- | ---- | --- | -------------------- |
|  | 1º   | Xelajú MC      | 22 | 13 | 2  | 7  | 22 | 17 | +5   | 41  | Semifinales          |
|  | 2º   | Antigua GFC    | 22 | 11 | 5  | 6  | 28 | 19 | +9   | 38  | Semifinales          |
|  | 3º   | Comunicaciones | 22 | 11 | 4  | 7  | 26 | 20 | +6   | 37  | Acceso a semifinales |
|  | 4º   | Guastatoya     | 22 | 9  | 7  | 6  | 33 | 23 | +10  | 34  | Acceso a semifinales |
|  | 5º   | Suchitepéquez  | 22 | 10 | 4  | 8  | 36 | 27 | +9   | 34  | Acceso a semifinales |
|  | 6º   | Petapa         | 22 | 9  | 6  | 7  | 29 | 31 | -2   | 33  | Acceso a semifinales |
|  | 7º   | Municipal      | 22 | 9  | 4  | 9  | 28 | 27 | +1   | 31  |                      |
|  | 8º   | Marquense      | 22 | 8  | 5  | 9  | 22 | 28 | -6   | 29  |                      |
|  | 9°   | Cobán Imperial | 22 | 7  | 7  | 8  | 20 | 26 | -6   | 28  |                      |
|  | 10º  | Mictlán        | 22 | 7  | 5  | 10 | 24 | 28 | -4   | 26  |                      |
|  | 11º  | Universidad SC | 22 | 4  | 6  | 12 | 31 | 36 | -5   | 18  |                      |
|  | 12º  | Malacateco     | 22 | 4  | 5  | 13 | 24 | 41 | -17  | 17  |                      |
|  |      |                |    |    |    |    |    |    |      |     |                      |

## Resultados

### Primera vuelta
| Jornada 1      | Jornada 1 | Jornada 1      | Jornada 1               | Jornada 1   | Jornada 1 |
| Local          | Resultado | Visitante      | Estadio                 | Fecha       | Hora      |
| -------------- | --------- | -------------- | ----------------------- | ----------- | --------- |
| Comunicaciones | 0 - 2     | Petapa         | Cementos Progreso       | 1 de agosto | 16:00     |
| Mictlán        | 1 - 0     | Municipal      | La Asunción             | 1 de agosto | 20:00     |
| Antigua GFC    | 1 - 0     | Suchitepéquez  | Pensativo               | 2 de agosto | 11:30     |
| Guastatoya     | 4 - 1     | Malacateco     | David Cordón Hichos     | 2 de agosto | 14:30     |
| Cobán Imperial | 0 - 0     | Xelajú         | José Ángel Rossi        | 2 de agosto | 15:00     |
| Marquense      | 2 - 1     | Universidad SC | Marquesa de la Ensenada | 2 de agosto | 16:00     |

| Jornada 2      | Jornada 2 | Jornada 2      | Jornada 2             | Jornada 2   | Jornada 2 |
| Local          | Resultado | Visitante      | Estadio               | Fecha       | Hora      |
| -------------- | --------- | -------------- | --------------------- | ----------- | --------- |
| Xelajú         | 1 - 0     | Mictlán        | Mario Camposeco       | 8 de agosto | 20:00     |
| Petapa         | 0 - 2     | Antigua GFC    | Julio Armando Cobar   | 8 de agosto | 20:00     |
| Municipal      | 3 - 1     | Marquense      | Manuel Felipe Carrera | 9 de agosto | 11:00     |
| Malacateco     | 2 - 1     | Comunicaciones | Santa Lucía           | 9 de agosto | 11:00     |
| Suchitepéquez  | 1 - 0     | Guastatoya     | Carlos Salazar Hijo   | 9 de agosto | 11:00     |
| Universidad SC | 1 - 2     | Cobán Imperial | Estadio Revolución    | 9 de agosto | 11:05     |

| Jornada 3      | Jornada 3 | Jornada 3     | Jornada 3               | Jornada 3    | Jornada 3 |
| Local          | Resultado | Visitante     | Estadio                 | Fecha        | Hora      |
| -------------- | --------- | ------------- | ----------------------- | ------------ | --------- |
| Malacateco     | 1 - 1     | Petapa        | Santa Lucía             | 12 de agosto | 13:00     |
| Guastatoya     | 1 - 2     | Antigua GFC   | David Cordón Hichos     | 12 de agosto | 15:00     |
| Universidad SC | 1 - 2     | Xelajú        | Estadio Revolución      | 12 de agosto | 15:05     |
| Comunicaciones | 0 - 1     | Suchitepéquez | Cementos Progreso       | 12 de agosto | 16:00     |
| Cobán Imperial | 1 - 0     | Municipal     | José Ángel Rossi        | 12 de agosto | 19:00     |
| Marquense      | 3 - 1     | Mictlán       | Marquesa de la Ensenada | 12 de agosto | 20:00     |

| Jornada 4     | Jornada 4 | Jornada 4      | Jornada 4               | Jornada 4    | Jornada 4 |
| Local         | Resultado | Visitante      | Estadio                 | Fecha        | Hora      |
| ------------- | --------- | -------------- | ----------------------- | ------------ | --------- |
| Antigua GFC   | 0 - 1     | Comunicaciones | Pensativo               | 15 de agosto | 15:30     |
| Suchitepéquez | 4 - 1     | Malacateco     | Carlos Salazar Hijo     | 16 de agosto | 11:00     |
| Mictlán       | 3 - 0     | Cobán Imperial | La Asunción             | 16 de agosto | 11:00     |
| Municipal     | 3 - 2     | Universidad SC | Manuel Felipe Carrera   | 16 de agosto | 11:00     |
| Marquense     | 1 - 0     | Xelajú         | Marquesa de la Ensenada | 16 de agosto | 13:00     |
| Guastatoya    | 1 - 1     | Petapa         | David Cordón Hichos     | 16 de agosto | 14:30     |

| Jornada 5      | Jornada 5 | Jornada 5     | Jornada 5           | Jornada 5    | Jornada 5 |
| Local          | Resultado | Visitante     | Estadio             | Fecha        | Hora      |
| -------------- | --------- | ------------- | ------------------- | ------------ | --------- |
| Comunicaciones | 0 - 0     | Guastatoya    | Cementos Progreso   | 22 de agosto | 16:00     |
| Petapa         | 1 - 1     | Suchitepéquez | Julio Armando Cobar | 22 de agosto | 20:00     |
| Cobán Imperial | 1 - 0     | Marquense     | José Ángel Rossi    | 23 de agosto | 11:00     |
| Malacateco     | 1 - 3     | Antigua GFC   | Santa Lucía         | 23 de agosto | 11:00     |
| Universidad SC | 2 - 0     | Mictlán       | Estadio Revolución  | 23 de agosto | 11:05     |
| Xelajú         | 1 - 0     | Municipal     | Mario Camposeco     | 23 de agosto | 12:00     |

| Jornada 6      | Jornada 6 | Jornada 6      | Jornada 6               | Jornada 6        | Jornada 6 |
| Local          | Resultado | Visitante      | Estadio                 | Fecha            | Hora      |
| -------------- | --------- | -------------- | ----------------------- | ---------------- | --------- |
| Marquense      | 2 - 0     | Guastatoya     | Marquesa de la Ensenada | 29 de agosto     | 20:00     |
| Xelajú         | 2 - 1     | Petapa         | Mario Camposeco         | 29 de agosto     | 20:00     |
| Universidad SC | 2 - 2     | Malacateco     | Estadio Revolución      | 30 de agosto     | 11:05     |
| Mictlán        | 1 - 2     | Antigua GFC    | La Asunción             | 17 de septiembre | 10:00     |
| Municipal      | 3 - 2     | Suchitepéquez  | Manuel Felipe Carrera   | 23 de septiembre | 20:00     |
| Cobán Imperial | 2 - 1     | Comunicaciones | José Ángel Rossi        | 24 de septiembre | 19:00     |

| Jornada 7      | Jornada 7 | Jornada 7      | Jornada 7           | Jornada 7        | Jornada 7 |
| Local          | Resultado | Visitante      | Estadio             | Fecha            | Hora      |
| -------------- | --------- | -------------- | ------------------- | ---------------- | --------- |
| Suchitepéquez  | 2 - 0     | Universidad SC | Carlos Salazar Hijo | 4 de septiembre  | 20:00     |
| Malacateco     | 2 - 0     | Mictlán        | Santa Lucía         | 9 de septiembre  | 13:00     |
| Guastatoya     | 3 - 1     | Municipal      | David Cordón Hichos | 9 de septiembre  | 15:00     |
| Petapa         | 0 - 2     | Marquense      | Julio Armando Cobar | 9 de septiembre  | 20:00     |
| Comunicaciones | 2 - 0     | Xelajú         | Cementos Progreso   | 10 de septiembre | 16:00     |
| Antigua GFC    | 0 - 0     | Cobán Imperial | Pensativo           | 23 de octubre    | 15:30     |

| Jornada 8      | Jornada 8 | Jornada 8      | Jornada 8               | Jornada 8        | Jornada 8 |
| Local          | Resultado | Visitante      | Estadio                 | Fecha            | Hora      |
| -------------- | --------- | -------------- | ----------------------- | ---------------- | --------- |
| Cobán Imperial | 1 - 0     | Malacateco     | José Ángel Rossi        | 12 de septiembre | 19:00     |
| Municipal      | 4 - 1     | Petapa         | Manuel Felipe Carrera   | 13 de septiembre | 11:00     |
| Mictlán        | 2 - 0     | Suchitepéquez  | La Asunción             | 13 de septiembre | 11:00     |
| Universidad SC | 2 - 3     | Guastatoya     | Estadio Revolución      | 13 de septiembre | 11:05     |
| Marquense      | 0 - 3     | Comunicaciones | Marquesa de la Ensenada | 13 de septiembre | 13:00     |
| Xelajú         | 1 - 0     | Antigua GFC    | Mario Camposeco         | 13 de septiembre | 16:00     |

| Jornada 9      | Jornada 9 | Jornada 9      | Jornada 9           | Jornada 9        | Jornada 9 |
| Local          | Resultado | Visitante      | Estadio             | Fecha            | Hora      |
| -------------- | --------- | -------------- | ------------------- | ---------------- | --------- |
| Petapa         | 2 - 1     | Universidad SC | Julio Armando Cobar | 19 de septiembre | 20:00     |
| Malacateco     | 0 - 1     | Xelajú         | Santa Lucía         | 20 de septiembre | 11:00     |
| Suchitepéquez  | 1 - 1     | Cobán Imperial | Carlos Salazar Hijo | 20 de septiembre | 11:00     |
| Antigua GFC    | 2 - 1     | Marquense      | Pensativo           | 20 de septiembre | 11:30     |
| Comunicaciones | 1 - 0     | Municipal      | Mateo Flores        | 20 de septiembre | 12:00     |
| Guastatoya     | 0 - 0     | Mictlán        | David Cordón Hichos | 20 de septiembre | 14:30     |

| Jornada 10     | Jornada 10 | Jornada 10     | Jornada 10              | Jornada 10       | Jornada 10 |
| Local          | Resultado  | Visitante      | Estadio                 | Fecha            | Hora       |
| -------------- | ---------- | -------------- | ----------------------- | ---------------- | ---------- |
| Marquense      | 2 - 2      | Malacateco     | Marquesa de la Ensenada | 26 de septiembre | 20:00      |
| Municipal      | 1 - 1      | Antigua GFC    | Manuel Felipe Carrera   | 27 de septiembre | 11:00      |
| Mictlán        | 1 - 0      | Petapa         | La Asunción             | 27 de septiembre | 11:00      |
| Universidad SC | 1 - 1      | Comunicaciones | Estadio Revolución      | 27 de septiembre | 11:05      |
| Xelajú         | 2 - 0      | Suchitepéquez  | Mario Camposeco         | 27 de septiembre | 12:00      |
| Cobán Imperial | 2 - 2      | Guastatoya     | José Ángel Rossi        | 27 de septiembre | 15:00      |

| Jornada 11     | Jornada 11 | Jornada 11     | Jornada 11          | Jornada 11       | Jornada 11 |
| Local          | Resultado  | Visitante      | Estadio             | Fecha            | Hora       |
| -------------- | ---------- | -------------- | ------------------- | ---------------- | ---------- |
| Malacateco     | 2 - 2      | Municipal      | Santa Lucía         | 30 de septiembre | 13:00      |
| Antigua GFC    | 1 - 4      | Universidad SC | Pensativo           | 30 de septiembre | 15:00      |
| Guastatoya     | 2 - 0      | Xelajú         | David Cordón Hichos | 30 de septiembre | 15:00      |
| Comunicaciones | 2 - 1      | Mictlán        | Cementos Progreso   | 30 de septiembre | 16:00      |
| Suchitepéquez  | 3 - 0      | Marquense      | Carlos Salazar Hijo | 30 de septiembre | 20:00      |
| Petapa         | 1 - 0      | Cobán Imperial | Julio Armando Cobar | 30 de septiembre | 20:00      |

### Segunda vuelta
| Jornada 12     | Jornada 12 | Jornada 12     | Jornada 12            | Jornada 12   | Jornada 12 |
| Local          | Resultado  | Visitante      | Estadio               | Fecha        | Hora       |
| -------------- | ---------- | -------------- | --------------------- | ------------ | ---------- |
| Suchitepéquez  | 3 - 1      | Antigua GFC    | Carlos Salazar Hijo   | 4 de octubre | 11:00      |
| Municipal      | 2 - 0      | Mictlán        | Manuel Felipe Carrera | 4 de octubre | 11:00      |
| Malacateco     | 0 - 2      | Guastatoya     | Santa Lucía           | 4 de octubre | 11:00      |
| Universidad SC | 0 - 1      | Marquense      | Estadio Revolución    | 4 de octubre | 11:05      |
| Xelajú         | 3 - 0      | Cobán Imperial | Mario Camposeco       | 4 de octubre | 12:00      |
| Petapa         | 1 - 4      | Comunicaciones | Julio Armando Cobar   | 4 de octubre | 16:00      |

| Jornada 13     | Jornada 13 | Jornada 13     | Jornada 13              | Jornada 13      | Jornada 13 |
| Local          | Resultado  | Visitante      | Estadio                 | Fecha           | Hora       |
| -------------- | ---------- | -------------- | ----------------------- | --------------- | ---------- |
| Comunicaciones | 2 - 1      | Malacateco     | Cementos Progreso       | 10 de octubre   | 16:00      |
| Cobán Imperial | 2 - 2      | Universidad SC | José Ángel Rossi        | 10 de octubre   | 19:00      |
| Mictlán        | 3 - 1      | Xelajú         | La Asunción             | 11 de octubre   | 11:00      |
| Antigua GFC    | 1 - 2      | Petapa         | Pensativo               | 11 de octubre   | 11:30      |
| Guastatoya     | 3 - 0      | Suchitepéquez  | David Cordón Hichos     | 11 de octubre   | 14:30      |
| Marquense      | 2 - 1      | Municipal      | Marquesa de la Ensenada | 11 de noviembre | 20:00      |

| Jornada 14 | Jornada 14 | Jornada 14 | Jornada 14 | Jornada 14 | Jornada 14 |
| Local      | Resultado  | Visitante  | Estadio    | Fecha      | Hora       |
| ---------- | ---------- | ---------- | ---------- | ---------- | ---------- |

| Jornada 15 | Jornada 15 | Jornada 15 | Jornada 15 | Jornada 15 | Jornada 15 |
| Local      | Resultado  | Visitante  | Estadio    | Fecha      | Hora       |
| ---------- | ---------- | ---------- | ---------- | ---------- | ---------- |

| Jornada 16 | Jornada 16 | Jornada 16 | Jornada 16 | Jornada 16 | Jornada 16 |
| Local      | Resultado  | Visitante  | Estadio    | Fecha      | Hora       |
| ---------- | ---------- | ---------- | ---------- | ---------- | ---------- |

| Jornada 17 | Jornada 17 | Jornada 17 | Jornada 17 | Jornada 17 | Jornada 17 |
| Local      | Resultado  | Visitante  | Estadio    | Fecha      | Hora       |
| ---------- | ---------- | ---------- | ---------- | ---------- | ---------- |

| Jornada 18 | Jornada 18 | Jornada 18 | Jornada 18 | Jornada 18 | Jornada 18 |
| Local      | Resultado  | Visitante  | Estadio    | Fecha      | Hora       |
| ---------- | ---------- | ---------- | ---------- | ---------- | ---------- |

| Jornada 19 | Jornada 19 | Jornada 19 | Jornada 19 | Jornada 19 | Jornada 19 |
| Local      | Resultado  | Visitante  | Estadio    | Fecha      | Hora       |
| ---------- | ---------- | ---------- | ---------- | ---------- | ---------- |

| Jornada 20 | Jornada 20 | Jornada 20 | Jornada 20 | Jornada 20 | Jornada 20 |
| Local      | Resultado  | Visitante  | Estadio    | Fecha      | Hora       |
| ---------- | ---------- | ---------- | ---------- | ---------- | ---------- |

| Jornada 21 | Jornada 21 | Jornada 21 | Jornada 21 | Jornada 21 | Jornada 21 |
| Local      | Resultado  | Visitante  | Estadio    | Fecha      | Hora       |
| ---------- | ---------- | ---------- | ---------- | ---------- | ---------- |

| Jornada 22 | Jornada 22 | Jornada 22 | Jornada 22 | Jornada 22 | Jornada 22 |
| Local      | Resultado  | Visitante  | Estadio    | Fecha      | Hora       |
| ---------- | ---------- | ---------- | ---------- | ---------- | ---------- |

## Líderes individuales

### Trofeo Juan Carlos Plata
- Datos según Guatefutbol.com.

| N.º | Jugador              | Goles | Minutos Jugados | Equipo                                |
| --- | -------------------- | ----- | --------------- | ------------------------------------- |
|     | Carlos Kamiani Félix | 19    | 1575            | Universidad SC                        |
| 2   | John Córdoba         | 12    | 1399            | Club Social y Deportivo Suchitepéquez |
| 3   | Alejandro Díaz       | 11    | 1346            | Antigua GFC                           |
| 4   | Edy Guerra           | 10    | 1453            | Deportivo Guastatoya                  |
| 5   | Mario Castellanos    | 9     | 1345            | Deportivo Marquense                   |
| 6   | Henry López          | 8     | 880             | Club Social y Deportivo Municipal     |

### Trofeo Josue Danny Ortiz
- Datos según Guatefutbol.com.

| N.º | Jugador              | Partidos | Goles | Promedio | Equipo                            |
| --- | -------------------- | -------- | ----- | -------- | --------------------------------- |
|     | José Mendoza Posas   | 18       | 14    | 0.78     | Xelaju Mario Camposeco            |
| 2   | Víctor Manuel Ayala  | 15.38    | 15    | 0.98     | Antigua GFC                       |
| 3   | Álvaro García Zaroba | 19       | 19    | 1        | Deportivo Guastatoya              |
| 4   | Paulo César Motta    | 15       | 15    | 1        | Club Social y Deportivo Municipal |
| 5   | William Negrete      | 19       | 23    | 1.21     | Deportivo Mictlán                 |
| 6   | Marvin Barrios       | 15       | 21    | 1.4      | Deportivo Marquense               |

## Asistencias a los estadios
| 1.                                                                     | Antigua GFC                           | 5.893  | 1.964 | 3.611 | 1.964 |
| 2.                                                                     | Club Social y Deportivo Municipal     | 2.996  | 1.498 | 1.611 | 1.385 |
| 3.                                                                     | Club Social y Deportivo Suchitepéquez | 2.047  | 512   | 914   | 562   |
| 4.                                                                     | Cobán Imperial                        | 21.708 | 7.263 | 9.400 | 3.108 |
| 5.                                                                     | Comunicaciones Fútbol Club            | 15.544 | 3109  | 7.827 | 90    |
| 6.                                                                     | Deportivo Guastatoya                  | 2.125  | 425   | 626   | 475   |
| 7.                                                                     | Deportivo Malacateco                  | 3.136  | 627   | 1.224 | 581   |
| 8.                                                                     | Deportivo Marquense                   | 4.044  | 1.348 | 1.965 | 920   |
| 9.                                                                     | Deportivo Mictlán                     | 1.162  | 851   | 1.162 | 0     |
| 10.                                                                    | Deportivo Petapa                      | 1.773  | 443   | 814   | 290   |
| 11.                                                                    | Universidad SC                        | 1.021  | 340   | 647   | 154   |
| 12.                                                                    | Xelajú Mario Camposeco                | 9.360  | 4.680 | 4.791 | 4.569 |
| Total Liga                                                             | Total Liga                            | 70.809 | 1.388 | 9.400 | 0     |
| Datos actualizados a 21 de septiembre de 2015 Fuentes: Guatefutbol.com |                                       |        |       |       |       |

## Fase Final
|  | Clasificación a Semifinales | Clasificación a Semifinales | Clasificación a Semifinales | Clasificación a Semifinales | Clasificación a Semifinales |  |  | Semifinales | Semifinales    | Semifinales | Semifinales | Semifinales |  |  | Final | Final       | Final | Final | Final |
|  |                             |                             |                             |                             |                             |  |  |             |                |             |             |             |  |  |       |             |       |       |       |
|  |                             |                             |                             |                             |                             |  |  | 2           | Antigua GFC    | 3           | 1           | 4           |  |  |       |             |       |       |       |
|  | 3                           | Comunicaciones              | 0                           | 3                           | 3                           |  |  | 3           | Comunicaciones | 3           | 0           | 3           |  |  |       |             |       |       |       |
|  | 6                           | Petapa                      | 0                           | 0                           | 0                           |  |  |             |                |             |             |             |  |  | 2     | Antigua GFC | 1     | 2     | 3     |
|  |                             |                             |                             |                             |                             |  |  |             |                |             |             |             |  |  | 4     | Guastatoya  | 2     | 0     | 2     |
|  |                             |                             |                             |                             |                             |  |  | 1           | Xelajú         | 0           | 2           | 2           |  |  |       |             |       |       |       |
|  | 4                           | Guastatoya                  | 3                           | 0                           | 3                           |  |  | 4           | Guastatoya     | 3           | 2           | 5           |  |  |       |             |       |       |       |
|  | 5                           | Suchitepéquez               | 3                           | 0                           | 3                           |  |  |             |                |             |             |             |  |  |       |             |       |       |       |

### Final Ida
| 1     | POR   | Álvaro García    |  |
| 7     | DEF   | Tomás Castillo   |  |
| 2     | DEF   | Otto Ramos       |  |
| 12    | DEF   | Enrique Klug     |  |
| 14    | DEF   | Nery Oliva       |  |
| 18    | MED   | Freddy Orellana  |  |
| 26    | MED   | Orlando Moreira  |  |
| 28    | MED   | Wilson Pineda    |  |
| 24    | MED   | Bryan Orellana   |  |
| 10    | DEL   | Víctor Solalinde |  |
| 9     | DEL   | Eddy Guerra      |  |
| D. T. | D. T. | Ariel Sena       |  |

| 33    | POR   | Víctor Manuel Ayala |     |
| 3     | DEF   | Osiel Rivera        |     |
| 6     | DEF   | José Carlos Pinto   |     |
| 2     | DEF   | Gerardo Gordillo    |     |
| 5     | DEF   | Mekeil Williams     |     |
| 32    | DEF   | Alexander Robinson  |     |
| 24    | MED   | Roberto Peña Grueso |     |
| 15    | MED   | Fredy Thompson      |     |
| 20    | MED   | Víctor Matta        | 82' |
| 27    | DEL   | Alejandro Díaz      | 75' |
| 9     | DEL   | Óscar Isaula        | 66' |
| D. T. | D. T. | Mauricio Tapia      |     |

| 12 | Defensa        | ? | Entró |
| 13 | Centrocampista | ? | Entró |
| 14 | Delantero      | ? | Entró |

| 32 | Centrocampista | Manfred Russell  | 66' |
|    | Delantero      | Edgar Chinchilla | 75' |
|    | Centrocampista | Akeem Priestley  | 82' |

| 16' · | Edi Danilo Guerra Juan Manuel Klug | 1:0 2:1 |

| 46' | Alejandro Díaz | 1:1 |

| 18' · 53' | Bryan Orellana Juan Manuel Klug |

| 15' · 29' · 57' | Mekeil Williams José Carlos Pinto Gerardo Gordillo |

| Principal  | Oscar Reyna    |
| Asistentes | Gerson López   |
|            | René Ochoa     |
| Cuarto     | Oswaldo Aldana |

|                    |   |   |
| Tiros              | - | - |
| Tiros a puerta     | - | - |
| Faltas             | - | - |
| Saques de esquina  | - | - |
| Penaltis           | - | - |
| Fueras de juego    | - | - |
| Posesión del balón | % | % |

| Alineación inicial |

| 1     | POR   | Álvaro García    |  |
| 7     | DEF   | Tomás Castillo   |  |
| 2     | DEF   | Otto Ramos       |  |
| 12    | DEF   | Enrique Klug     |  |
| 14    | DEF   | Nery Oliva       |  |
| 18    | MED   | Freddy Orellana  |  |
| 26    | MED   | Orlando Moreira  |  |
| 28    | MED   | Wilson Pineda    |  |
| 24    | MED   | Bryan Orellana   |  |
| 10    | DEL   | Víctor Solalinde |  |
| 9     | DEL   | Eddy Guerra      |  |
| D. T. | D. T. | Ariel Sena       |  |

| 33    | POR   | Víctor Manuel Ayala |     |
| 3     | DEF   | Osiel Rivera        |     |
| 6     | DEF   | José Carlos Pinto   |     |
| 2     | DEF   | Gerardo Gordillo    |     |
| 5     | DEF   | Mekeil Williams     |     |
| 32    | DEF   | Alexander Robinson  |     |
| 24    | MED   | Roberto Peña Grueso |     |
| 15    | MED   | Fredy Thompson      |     |
| 20    | MED   | Víctor Matta        | 82' |
| 27    | DEL   | Alejandro Díaz      | 75' |
| 9     | DEL   | Óscar Isaula        | 66' |
| D. T. | D. T. | Mauricio Tapia      |     |

| 12 | Defensa        | ? | Entró |
| 13 | Centrocampista | ? | Entró |
| 14 | Delantero      | ? | Entró |

| 32 | Centrocampista | Manfred Russell  | 66' |
|    | Delantero      | Edgar Chinchilla | 75' |
|    | Centrocampista | Akeem Priestley  | 82' |

| 16' · | Edi Danilo Guerra Juan Manuel Klug | 1:0 2:1 |

| 46' | Alejandro Díaz | 1:1 |

| 18' · 53' | Bryan Orellana Juan Manuel Klug |

| 15' · 29' · 57' | Mekeil Williams José Carlos Pinto Gerardo Gordillo |

| Principal  | Oscar Reyna    |
| Asistentes | Gerson López   |
|            | René Ochoa     |
| Cuarto     | Oswaldo Aldana |

|                    |   |   |
| Tiros              | - | - |
| Tiros a puerta     | - | - |
| Faltas             | - | - |
| Saques de esquina  | - | - |
| Penaltis           | - | - |
| Fueras de juego    | - | - |
| Posesión del balón | % | % |

| Alineación inicial |

| 1     | POR   | Álvaro García    |  |
| 7     | DEF   | Tomás Castillo   |  |
| 2     | DEF   | Otto Ramos       |  |
| 12    | DEF   | Enrique Klug     |  |
| 14    | DEF   | Nery Oliva       |  |
| 18    | MED   | Freddy Orellana  |  |
| 26    | MED   | Orlando Moreira  |  |
| 28    | MED   | Wilson Pineda    |  |
| 24    | MED   | Bryan Orellana   |  |
| 10    | DEL   | Víctor Solalinde |  |
| 9     | DEL   | Eddy Guerra      |  |
| D. T. | D. T. | Ariel Sena       |  |

| 33    | POR   | Víctor Manuel Ayala |     |
| 3     | DEF   | Osiel Rivera        |     |
| 6     | DEF   | José Carlos Pinto   |     |
| 2     | DEF   | Gerardo Gordillo    |     |
| 5     | DEF   | Mekeil Williams     |     |
| 32    | DEF   | Alexander Robinson  |     |
| 24    | MED   | Roberto Peña Grueso |     |
| 15    | MED   | Fredy Thompson      |     |
| 20    | MED   | Víctor Matta        | 82' |
| 27    | DEL   | Alejandro Díaz      | 75' |
| 9     | DEL   | Óscar Isaula        | 66' |
| D. T. | D. T. | Mauricio Tapia      |     |

| 12 | Defensa        | ? | Entró |
| 13 | Centrocampista | ? | Entró |
| 14 | Delantero      | ? | Entró |

| 32 | Centrocampista | Manfred Russell  | 66' |
|    | Delantero      | Edgar Chinchilla | 75' |
|    | Centrocampista | Akeem Priestley  | 82' |

| 16' · | Edi Danilo Guerra Juan Manuel Klug | 1:0 2:1 |

| 46' | Alejandro Díaz | 1:1 |

| 18' · 53' | Bryan Orellana Juan Manuel Klug |

| 15' · 29' · 57' | Mekeil Williams José Carlos Pinto Gerardo Gordillo |

| Principal  | Oscar Reyna    |
| Asistentes | Gerson López   |
|            | René Ochoa     |
| Cuarto     | Oswaldo Aldana |

|                    |   |   |
| Tiros              | - | - |
| Tiros a puerta     | - | - |
| Faltas             | - | - |
| Saques de esquina  | - | - |
| Penaltis           | - | - |
| Fueras de juego    | - | - |
| Posesión del balón | % | % |

| Alineación inicial |

| 1     | POR   | Álvaro García    |  |
| 7     | DEF   | Tomás Castillo   |  |
| 2     | DEF   | Otto Ramos       |  |
| 12    | DEF   | Enrique Klug     |  |
| 14    | DEF   | Nery Oliva       |  |
| 18    | MED   | Freddy Orellana  |  |
| 26    | MED   | Orlando Moreira  |  |
| 28    | MED   | Wilson Pineda    |  |
| 24    | MED   | Bryan Orellana   |  |
| 10    | DEL   | Víctor Solalinde |  |
| 9     | DEL   | Eddy Guerra      |  |
| D. T. | D. T. | Ariel Sena       |  |

| 33    | POR   | Víctor Manuel Ayala |     |
| 3     | DEF   | Osiel Rivera        |     |
| 6     | DEF   | José Carlos Pinto   |     |
| 2     | DEF   | Gerardo Gordillo    |     |
| 5     | DEF   | Mekeil Williams     |     |
| 32    | DEF   | Alexander Robinson  |     |
| 24    | MED   | Roberto Peña Grueso |     |
| 15    | MED   | Fredy Thompson      |     |
| 20    | MED   | Víctor Matta        | 82' |
| 27    | DEL   | Alejandro Díaz      | 75' |
| 9     | DEL   | Óscar Isaula        | 66' |
| D. T. | D. T. | Mauricio Tapia      |     |

| 12 | Defensa        | ? | Entró |
| 13 | Centrocampista | ? | Entró |
| 14 | Delantero      | ? | Entró |

| 32 | Centrocampista | Manfred Russell  | 66' |
|    | Delantero      | Edgar Chinchilla | 75' |
|    | Centrocampista | Akeem Priestley  | 82' |

| 16' · | Edi Danilo Guerra Juan Manuel Klug | 1:0 2:1 |

| 46' | Alejandro Díaz | 1:1 |

| 18' · 53' | Bryan Orellana Juan Manuel Klug |

| 15' · 29' · 57' | Mekeil Williams José Carlos Pinto Gerardo Gordillo |

| Principal  | Oscar Reyna    |
| Asistentes | Gerson López   |
|            | René Ochoa     |
| Cuarto     | Oswaldo Aldana |

|                    |   |   |
| Tiros              | - | - |
| Tiros a puerta     | - | - |
| Faltas             | - | - |
| Saques de esquina  | - | - |
| Penaltis           | - | - |
| Fueras de juego    | - | - |
| Posesión del balón | % | % |

| Alineación inicial |

### Final Vuelta
| 33    | POR   | Víctor Manuel Ayala |     |
| 32    | DEF   | Alexander Robinson  |     |
| 6     | DEF   | José Carlos Pinto   |     |
| 3     | DEF   | Osiel Rivera        |     |
| 44    | MED   | Akeem Priestley     | 72' |
| 24    | MED   | Roberto Peña Grueso |     |
| 15    | MED   | Fredy Thompson      | 13' |
| 20    | MED   | Víctor Matta        |     |
| 9     | MED   | Manfred Russell     |     |
| 27    | DEL   | Alejandro Díaz      |     |
| 9     | DEL   | Óscar Isaula        |     |
| D. T. | D. T. | Mauricio Tapia      |     |

| 1     | POR   | Álvaro García    |  |
| 2     | DEF   | Tomás Castillo   |  |
| 3     | DEF   | Enrique Klug     |  |
| 4     | DEF   | Wilson Pineda    |  |
| 5     | DEF   | Otto Ramos       |  |
| 6     | MED   | Orlando Moreira  |  |
| 7     | MED   | Nery Oliva       |  |
| 8     | MED   | Bryan Orellana   |  |
| 9     | MED   | Víctor Solalinde |  |
| 10    | DEL   | Henry Suazo      |  |
| 11    | DEL   | Eddy Guerra      |  |
| D. T. | D. T. | Ariel Sena       |  |

| 12 | Centrocampista | Allen Yanes      | 13'   |
| 13 | Delantero      | Edgar Chinchilla | 72'   |
| 14 | Defensa        | Gerardo Gordillo | Entró |

| 12 | Defensa        | ? | Entró |
| 13 | Centrocampista | ? | Entró |
| 14 | Delantero      | ? | Entró |

| 19' · 74' | Óscar Isaula Edgar Chinchilla | 1:0 2:0 |

| Anotado · Anotado | ? | : |

| 31' · 44' · 47' · 88' | Alexander Robinson Allen Yanes Alejandro Díaz Óscar Isaula |

| Amonestado · Amonestado | ? |

| Expulsado · Otorgado · Expulsado | ? |

| Principal  | Bandera de Guatemala |
| Asistentes | Bandera de Guatemala |
|            | Bandera de Guatemala |
| Cuarto     | Bandera de Guatemala |

|                    |   |   |
| Tiros              | - | - |
| Tiros a puerta     | - | - |
| Faltas             | - | - |
| Saques de esquina  | - | - |
| Penaltis           | - | - |
| Fueras de juego    | - | - |
| Posesión del balón | % | % |

| Alineación inicial |

| 33    | POR   | Víctor Manuel Ayala |     |
| 32    | DEF   | Alexander Robinson  |     |
| 6     | DEF   | José Carlos Pinto   |     |
| 3     | DEF   | Osiel Rivera        |     |
| 44    | MED   | Akeem Priestley     | 72' |
| 24    | MED   | Roberto Peña Grueso |     |
| 15    | MED   | Fredy Thompson      | 13' |
| 20    | MED   | Víctor Matta        |     |
| 9     | MED   | Manfred Russell     |     |
| 27    | DEL   | Alejandro Díaz      |     |
| 9     | DEL   | Óscar Isaula        |     |
| D. T. | D. T. | Mauricio Tapia      |     |

| 1     | POR   | Álvaro García    |  |
| 2     | DEF   | Tomás Castillo   |  |
| 3     | DEF   | Enrique Klug     |  |
| 4     | DEF   | Wilson Pineda    |  |
| 5     | DEF   | Otto Ramos       |  |
| 6     | MED   | Orlando Moreira  |  |
| 7     | MED   | Nery Oliva       |  |
| 8     | MED   | Bryan Orellana   |  |
| 9     | MED   | Víctor Solalinde |  |
| 10    | DEL   | Henry Suazo      |  |
| 11    | DEL   | Eddy Guerra      |  |
| D. T. | D. T. | Ariel Sena       |  |

| 12 | Centrocampista | Allen Yanes      | 13'   |
| 13 | Delantero      | Edgar Chinchilla | 72'   |
| 14 | Defensa        | Gerardo Gordillo | Entró |

| 12 | Defensa        | ? | Entró |
| 13 | Centrocampista | ? | Entró |
| 14 | Delantero      | ? | Entró |

| 19' · 74' | Óscar Isaula Edgar Chinchilla | 1:0 2:0 |

| Anotado · Anotado | ? | : |

| 31' · 44' · 47' · 88' | Alexander Robinson Allen Yanes Alejandro Díaz Óscar Isaula |

| Amonestado · Amonestado | ? |

| Expulsado · Otorgado · Expulsado | ? |

| Principal  | Bandera de Guatemala |
| Asistentes | Bandera de Guatemala |
|            | Bandera de Guatemala |
| Cuarto     | Bandera de Guatemala |

|                    |   |   |
| Tiros              | - | - |
| Tiros a puerta     | - | - |
| Faltas             | - | - |
| Saques de esquina  | - | - |
| Penaltis           | - | - |
| Fueras de juego    | - | - |
| Posesión del balón | % | % |

| Alineación inicial |

| 33    | POR   | Víctor Manuel Ayala |     |
| 32    | DEF   | Alexander Robinson  |     |
| 6     | DEF   | José Carlos Pinto   |     |
| 3     | DEF   | Osiel Rivera        |     |
| 44    | MED   | Akeem Priestley     | 72' |
| 24    | MED   | Roberto Peña Grueso |     |
| 15    | MED   | Fredy Thompson      | 13' |
| 20    | MED   | Víctor Matta        |     |
| 9     | MED   | Manfred Russell     |     |
| 27    | DEL   | Alejandro Díaz      |     |
| 9     | DEL   | Óscar Isaula        |     |
| D. T. | D. T. | Mauricio Tapia      |     |

| 1     | POR   | Álvaro García    |  |
| 2     | DEF   | Tomás Castillo   |  |
| 3     | DEF   | Enrique Klug     |  |
| 4     | DEF   | Wilson Pineda    |  |
| 5     | DEF   | Otto Ramos       |  |
| 6     | MED   | Orlando Moreira  |  |
| 7     | MED   | Nery Oliva       |  |
| 8     | MED   | Bryan Orellana   |  |
| 9     | MED   | Víctor Solalinde |  |
| 10    | DEL   | Henry Suazo      |  |
| 11    | DEL   | Eddy Guerra      |  |
| D. T. | D. T. | Ariel Sena       |  |

| 12 | Centrocampista | Allen Yanes      | 13'   |
| 13 | Delantero      | Edgar Chinchilla | 72'   |
| 14 | Defensa        | Gerardo Gordillo | Entró |

| 12 | Defensa        | ? | Entró |
| 13 | Centrocampista | ? | Entró |
| 14 | Delantero      | ? | Entró |

| 19' · 74' | Óscar Isaula Edgar Chinchilla | 1:0 2:0 |

| Anotado · Anotado | ? | : |

| 31' · 44' · 47' · 88' | Alexander Robinson Allen Yanes Alejandro Díaz Óscar Isaula |

| Amonestado · Amonestado | ? |

| Expulsado · Otorgado · Expulsado | ? |

| Principal  | Bandera de Guatemala |
| Asistentes | Bandera de Guatemala |
|            | Bandera de Guatemala |
| Cuarto     | Bandera de Guatemala |

|                    |   |   |
| Tiros              | - | - |
| Tiros a puerta     | - | - |
| Faltas             | - | - |
| Saques de esquina  | - | - |
| Penaltis           | - | - |
| Fueras de juego    | - | - |
| Posesión del balón | % | % |

| Alineación inicial |

| 33    | POR   | Víctor Manuel Ayala |     |
| 32    | DEF   | Alexander Robinson  |     |
| 6     | DEF   | José Carlos Pinto   |     |
| 3     | DEF   | Osiel Rivera        |     |
| 44    | MED   | Akeem Priestley     | 72' |
| 24    | MED   | Roberto Peña Grueso |     |
| 15    | MED   | Fredy Thompson      | 13' |
| 20    | MED   | Víctor Matta        |     |
| 9     | MED   | Manfred Russell     |     |
| 27    | DEL   | Alejandro Díaz      |     |
| 9     | DEL   | Óscar Isaula        |     |
| D. T. | D. T. | Mauricio Tapia      |     |

| 1     | POR   | Álvaro García    |  |
| 2     | DEF   | Tomás Castillo   |  |
| 3     | DEF   | Enrique Klug     |  |
| 4     | DEF   | Wilson Pineda    |  |
| 5     | DEF   | Otto Ramos       |  |
| 6     | MED   | Orlando Moreira  |  |
| 7     | MED   | Nery Oliva       |  |
| 8     | MED   | Bryan Orellana   |  |
| 9     | MED   | Víctor Solalinde |  |
| 10    | DEL   | Henry Suazo      |  |
| 11    | DEL   | Eddy Guerra      |  |
| D. T. | D. T. | Ariel Sena       |  |

| 12 | Centrocampista | Allen Yanes      | 13'   |
| 13 | Delantero      | Edgar Chinchilla | 72'   |
| 14 | Defensa        | Gerardo Gordillo | Entró |

| 12 | Defensa        | ? | Entró |
| 13 | Centrocampista | ? | Entró |
| 14 | Delantero      | ? | Entró |

| 19' · 74' | Óscar Isaula Edgar Chinchilla | 1:0 2:0 |

| Anotado · Anotado | ? | : |

| 31' · 44' · 47' · 88' | Alexander Robinson Allen Yanes Alejandro Díaz Óscar Isaula |

| Amonestado · Amonestado | ? |

| Expulsado · Otorgado · Expulsado | ? |

| Principal  | Bandera de Guatemala |
| Asistentes | Bandera de Guatemala |
|            | Bandera de Guatemala |
| Cuarto     | Bandera de Guatemala |

|                    |   |   |
| Tiros              | - | - |
| Tiros a puerta     | - | - |
| Faltas             | - | - |
| Saques de esquina  | - | - |
| Penaltis           | - | - |
| Fueras de juego    | - | - |
| Posesión del balón | % | % |

| Alineación inicial |

|                                |
| Antigua GFC Campeón 1° Título. |
|                                |